# Venus In-Situ Explorer
Venus In-Situ Explorer (сокр. VISE; досл. «Исследователь Венеры in situ») — проект научно-исследовательской автоматической межпланетной станции (АМС), предложенный[когда?] НАСА в ходе проводящегося раз в 10 лет межпланетного научного обзора[какого?].

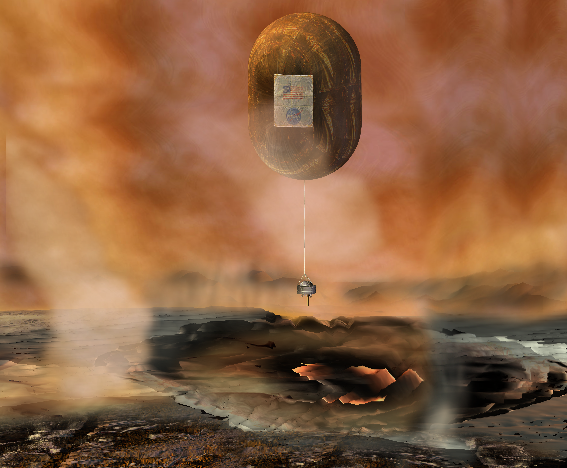
Аэробот, предложенный в рамках программы НАСА «Новые рубежи»

Цель проекта — ответить на фундаментальные научные вопросы путём приземления на Венере и выполнения ряда научных экспериментов на ней. Это было бы частью программы НАСА «Новые рубежи».
Запуск АМС намечался на 2013 год.

## Цели
- Исследование физических и химических данных атмосферы и коры Венеры;
- Определение параметров, которые не могут быть замерены с орбиты, включая состав нижних слоёв атмосферы Венеры и элементный и минералогический состав её поверхности;
- Сбор и анализ образцов кернов на поверхности, чтобы изучить древние образцы породы, не подверженные суровым атмосферным условиям планеты[2].

## Другие концепты исследования Венеры
- см. Исследование Венеры
- Аэробот